# چمن (جیرفت)
چمن، روستایی از توابع بخش مرکزی شهرستان جیرفت در استان کرمان ایران است.

## جمعیت
این روستا در دهستان اسلام‌آباد (جیرفت) قرار دارد و براساس سرشماری مرکز آمار ایران در سال ۱۳۸۵، جمعیت آن ۷۴۹ نفر (۱۶۷خانوار) بوده‌است.